# William McKerlich
William „Bill“ Alister M. McKerlich (* 2. Dezember 1936 in Vancouver) ist ein ehemaliger kanadischer Ruderer.
Der 1,93 m große McKerlich ruderte im Achter der University of British Columbia und qualifizierte sich mit diesem Boot für drei große internationale Meisterschaften. Bei den Olympischen Spielen 1956 in Melbourne erkämpfte der Achter die Silbermedaille hinter dem US-Boot. Bei den British Empire and Commonwealth Games 1958 in Cardiff gewann der kanadische Achter den Titel. Bei den Olympischen Spielen 1960 in Rom trat McKerlich als einziger verbliebener Ruderer aus dem 1956er Achter an. Im Finale siegte der Deutschland-Achter vor den Kanadiern und dem Boot aus der Tschechoslowakei.
McKerlich arbeitete zuerst als Lehrer in Vancouver, übernahm aber bald Aufgaben im Erziehungsministerium von British Columbia. 2002 veröffentlichte er das Buch Twelve Steps to Reform Canadian Public Education. Sein Sohn Ian McKerlich ruderte bei den Olympischen Spielen 1988 in Seoul.